# A mestergyilkos
A mestergyilkos (eredeti cím: The Mechanic) 2011-ben bemutatott amerikai akcióthriller, melyet Simon West rendezett.  főszerepben Jason Statham látható. Az 1972-ben bemutatott Mestergyilkos feldolgozása, melyben Charles Bronson játszotta a főszerepet.
Az Egyesült Államokban és Kanadában 2011. január 28-án, Magyarországon április 7-én mutatták be.

## Cselekmény
Kolumbiában Arthur Bishop bérgyilkos végez egy drogbáróval, a saját medencéjébe fojtva bele a férfit. Luisianába hazatérve találkozik megbízójával, barátjával és mentorával, Harry McKennával.
Bishop megkapja főnökétől, Dean Sandersontól a következő célszemély adatait, aki nem más, mint maga McKenna. Az ügynökség, aminek Bishop is dolgozik, Dél-Afrikában öt ügynökét vesztette el McKenna miatt, az akcióról pedig csak Sanderson és McKenna tudott. Bishop vonakodva elvállalja a feladatot, végezve mesterével, autórablásnak tüntetve fel a merényletet. A férfi temetésén találkozik annak fiával, Steve-vel, akit később megakadályoz egy autótolvaj megölésében.
Steve másnap arra kéri, hogy képezze ki őt bérgyilkossá. A tanoncnak egy csivavával kell minden nap megjelennie egy kávézóban, magára vonva a célszemély, egy Burke nevű bérgyilkos figyelmét. Bár Bishop Burke megmérgezésére utasítja tanítványát, az figyelmen kívül hagyja ezt, és elmegy a fiatal férfiakhoz vonzódó célszemély lakásába. Itt a Bishoptól látott módszerrel fojtogatni kezdi egy nadrágszíjjal, de a jóval nagyobb termetű férfi ellenáll és Steve csak súlyos sérülések árán tud végezni vele. Dean kérdőre vonja Bishopot, amiért a szabályokat megszegve mást is bevont a munka elvégzésébe.
Bishop következő célpontja Andrew Vaughn szektavezér. Steve és Bishop azt tervezi, hogy adrenalint adnak be neki, ami túladagolva természetes halálnak tűnő szívrohamot okoz. Ekkor azonban egy orvos érkezik Vaughnhoz, és ketamint ad neki. Mivel az adrenalin hatását a ketamin közömbösítené, közös erővel megfojtják Vaughnt. A biztonsági őrök észreveszik őket és egy lövöldözésbe keveredve jutnak csak ki épségben. A repülőtéren Bishop felfigyel egy férfira, aki állítólag meghalt Dél-Afrikában McKenna árulása miatt. A bérgyilkostól megtudja, hogy Sanderson átverte őt: a sikertelen küldetéssel saját sötét ügyleteit akarta álcázni és Bishopot is hazugsággal vette rá McKenna megölésére.
Bishop ártalmatlanná teszi Sanderson rátámadó embereit és megtudja, Steve-t is megtámadták a rejtekhelyén. Steve végez támadóival, megtalálja apja fegyverét és rájön, hogy Bishop ölte meg őt. Bishop és Steve összefognak és végeznek Sandersonnal. Egy benzinkúton Steve felrobbantja autójukat, a látszólag benne ülő Bishoppal együtt. 
Steve ezután visszatér Bishop házába és két olyan dolgot tesz, amit mentora megtiltott neki: egy bakelit hanglemezt tesz fel Bishop gyűjteményéből, majd elviszi a férfi 1966-os piros, nyitott tetejű Jaguar kocsiját. Amint elindul, észrevesz egy lapot az ülésen, amire ez van írva: „Steve, ha ezt olvasod, akkor halott vagy!” Steve még utoljára felnevet, mielőtt az autó felrobbanna. A lemezjátszó beindít egy másik robbanássorozatot, amiben a ház megsemmisül. Mint kiderül, Bishop korábban észrevette Steve-nél apja fegyverét és tudta, hogy a férfi ismeri a bérgyilkos titkát.
A benzinkút biztonsági kamerájának felvételén látható, ahogy Bishop a robbanás előtt elhagyta a gépkocsit és egy másik autóba átülve elhajtott.

## Szereplők
| Színész        | Szerep            | Magyar hang    |
| -------------- | ----------------- | -------------- |
| Arthur Bishop  | Jason Statham     | Epres Attila   |
| Steve McKenna  | Ben Foster        | Szabó Máté     |
| Dean Sanderson | Tony Goldwyn      | Czvetkó Sándor |
| Harry McKenna  | Donald Sutherland | Helyey László  |
| Burke          | Jeff Chase        | Varga Rókus    |
| Andrew Vaughn  | John McConnell    | Bácskai János  |
| Sarah          | Mini Andén        | Sallai Nóra    |
| Sebastian      | David Leitch      | Renácz Zoltán  |

## A film készítése
A film a Michael Winner rendezte Mestergyilkos (1972) című film feldolgozása, melyben a főszerepet Charles Bronson alakította. Az eredeti film producerei, Irwin Winkler és Robert Chartoff, egy új változatot szerettek volna. A film előjogait már 2009 februárjában a Berlini Filmfesztiválon lekötötték. 2009 októberében Ben Foster és Donald Sutherland szereplőválogatáson vettek részt, Stathammel együtt. A forgatás 2009. október 14-én indult New Orleansben, és kilenc hétig tartott. A forgatási helyszínek között volt St. Tammany Parish (Louisiana állam), a New Orleans belvárosában lévő World Trade Center, és az Algiers Seafood Market.

## Zenéje
A film zenéjét Mark Isham szerezte. Isham zenéje mellett Franz Schubert Esz-dúr trió zongorára, hegedűre és gordonkára Op. 100 D. 929 című szerzeménye is hallható, amit Bishop akkor tesz fel, amikor egy-egy küldetésről hazatér.

## Megjelenése

### Moziban
A mestergyilkos az Egyesült Államokban és Kanadában 2011. január 28-án jelent meg. A Millennium Films eladta a belföldi forgalmazás jogait a CBS Films-nek 2011-re. A filmtől azt várták, hogy jól fog teljesíteni a férfi nézők körében, mivel a Super Bowl XLV előtti héten jelent meg.
A film a nyitóhétvégéjén 11 millió dollár bevételt ért el az Egyesült Államokban és Kanadában.

### Kritikai fogadtatás
A Rotten Tomatoes filmkritikusai 53%-ra értékelték 135 vélemény alapján. A Metacritic által összegyűjtött kritikák alapján átlagosan 49%-ot kapott 35 kritika alapján.
Roger Ebert filmkritikus 2 csillagot adott a lehetséges 4-ből és hozzátette: „A nézők arra vannak beidomítva, hogy szórakoztatásként fogják fel a zajt és a mozgást. A film ebben olyan jó, hogy eszükbe sem jut feltenni a kérdést, mi értelme van az egésznek.”

## Fordítás
Ez a szócikk részben vagy egészben  a   The Mechanic (2011 film) című angol Wikipédia-szócikk fordításán alapul.  Az eredeti cikk szerkesztőit annak laptörténete sorolja fel. Ez a jelzés csupán a megfogalmazás eredetét és a szerzői jogokat jelzi, nem szolgál a cikkben szereplő információk forrásmegjelöléseként.